# Cryptospora inconspicua
Cryptospora inconspicua là một loài thực vật có hoa trong họ Cải. Loài này được (Kom.) O.E.Schulz mô tả khoa học đầu tiên năm 1933.